# PIXE
Particle-induced X-ray emission ou proton-induced X-ray emission (PIXE) é uma técnica utilizada para caracterizar os elementos químicos de um material ou amostra. Quando um material é irradiado com um feixe iônico ocorre uma interação atômica e como consequência, o material emite um fóton característico com comprimento de onda na região do espectro eletromagnético dos Raios-X. A técnica PIXE é um poderoso método de caracterização elementar não destrutivo usado rotineiramente por físicos, geologistas, arqueólogos, restauradores de obras de artes dentre outros profissionais, inclusive podendo ser usado para fornecer respostas que vão desde como está a qualidade do ar que respiramos, até sobre a procedência, datação e autenticidade de uma obra de arte.
A técnica foi proposta inicialmente em 1970 por Sven Johansson da Universidade de Lund na Suécia e desenvolvida com seus colegas Roland Akselsson e Thomas B. Johansson.
Recentemente foi desenvolvida uma extensão da técnica usando feixes de diâmetros da ordem de 1μm dando uma capacidade de análises microscópicas. Essa técnica chamada de microPIXE, pode ser utilizada para determinar a distribuição de elementos traços em uma grande variedade de amostras. Uma técnica correlata chamada PIGE (particle-induced gamma-ray emission) pode ser utilizada para detectar alguns elementos mais leves.

## Teoria
Três tipos de espectro pode ser obtidos em um experimento PIXE:
1. Espectro de emissão de raios-X.
2. Espectro de retrodispersão de Rutherford.
3. Espectro de transmissão de prótons.

### Emissão de raios-X
Segundo a teoria quântica, os elétrons em órbita em torno do núcleo atômico só podem assumir certos níveis discretos de energia. o bombardeamento com um feixe de íons com energia suficiente (geralmente da ordem de MeV para prótons) gerados por um acelerador de partículas, irá causar uma ionização das camadas eletrônicas mais internas do material, em seguida, um elétron da alguma camada superior ocupa essa vacância e a energia resultante da diferença energética entre essas duas camadas é liberada na forma de um fóton característico desse transição, que é específica do material analisado. Um detector de raios-X é utilizado para detectar, registrar e caracterizar o fóton emitido.
Apenas os elementos de número atômico superior ao flúor podem ser detectados. Esse limite inferior é dado pela habilidade com que os raios-X conseguem atravessar a janela que separa o detector da câmara experimental. O limite superior é dado pela secção de choque de ionização, isto é, a probabilidade de ionização da camada K é máxima quando a velocidade do próton é próxima à do elétron (cerca de 10% da velocidade da luz), essa velocidade é atingida com energias de feixe de 2 a 3 MeV.

### Retrodispersão de Prótons
Os prótons podem interagir elasticamente com o núcleo atômico da amostra, o próton então é repelido a ângulos próximos a 180 graus. A retrodispersão fornece informações sobre a espessura e composição da amostra. As propriedades da amostra devem ser corrigidas devido a auto absorção dos raios-X na amostra.

### Transmissão de Prótons
A transmissão de prótons através da amostra pode fornecer informações sobre a mesma.

## Análise de Proteínas
É possível utilizar a técnica microPIXE para análise de proteínas e realizar a determinação da composição elementar de proteínas líquidas e cristalinas. A técnica pode quantificar os metais presentes na proteína com uma acurácia relativa de 10% a 20%
As vantagens do microPIXE aparecem ao se analisar uma proteína com sequencia conhecida, a emissão de raios-X do Enxofre pode ser utilizado como uma padrão interno para calcular a quantidade de metais por monômero proteico.
A concentração relativa de metais em proteínas de DNA pode ser medida utilizando o fósforo, presente nas bases nucleicas, como uma parâmetro interno de calibração.

### Análise dos Dados
A análise dos dados coletados é efetuados através de softwares tais como o Dan32, o Gupix, entre outros.

## Escrita com feixes de prótons
Prótons podem ser utilizados para escrever em um polímero ou alguma outra superfície sensível aos prótons. Essa técnica possui muitas aplicações no campo da nanotecnologia.

## References
1. ↑  Roland Akselsson mini-CV Arquivado em 11 de setembro de  2007, no Wayback Machine.- acessado 2008-01-29
2. ↑  Garman, EF; Grime, GW (2005). «Elemental analysis of proteins by microPIXE». Progress in biophysics and molecular biology. 89 (2): 173–205. PMID 15910917. doi:10.1016/j.pbiomolbio.2004.09.005
3. ↑  Geoffrey W Grime Dan32: recent developments in the windows interface to gupix. Tenth International Conference on Particle Induced X-ray Emission, Portoroz, Slovenia, 2004
4. ↑  Maxwell, J; Teesdale, W; Campbell, J (1995). «The Guelph PIXE software package II». Nuclear Instruments and Methods in Physics Research Section B: Beam Interactions with Materials and Atoms. 95. 407 páginas. doi:10.1016/0168-583X(94)00540-0
5. ↑  Campbell, J (2000). «The Guelph PIXE software package III: Alternative proton database». Nuclear Instruments and Methods in Physics Research Section B: Beam Interactions with Materials and Atoms. 170. 193 páginas. Bibcode:2000NIMPB.170..193C. doi:10.1016/S0168-583X(00)00156-7